# Ricsi, a gólya
A Ricsi, a gólya (eredeti cím: A Stork’s Journey) 2017-ben bemutatott egész estés animációs film, amely a 2017-es Berlini Nemzetközi Filmfesztiválon Kristály Medve díjat nyert.

## Szereplők
| Szereplő | Eredeti hang      | Angol hang          | Magyar hang     |
| --- | ----------------- | ------------------- | --------------- |
| Ricsi | Tilman Döbler     | Cooper Kelly Kramer | Nagy Gereben    |
| Olga | Nicolette Krebitz | Shannon Conley      | Börcsök Enikő   |
| Kiki | Christian Gaul    | Marc Thompson       | Kassai Károly   |
| Max | Marco Eßer        | Jason Griffith      | Bogdán Gergő    |
| Aurora | Maud Ackermann    | Erica Schroeder     | Zakariás Éva    |
| Claudius | Marcus Off        | Jonathan Todd Ross  | Hirtling István |
| Kicsi Ricsi | Peter Lontzek     | Schroeder Kacmar    | Gergely Attila  |
| További magyar hangok: |                   |                     |                 |
| Andrádi Zsanett, Bartus Emese, Bordás János, Csonka Anikó, Gubányi György István, Hám Bertalan, Harcsik Róbert, Horváth-Töreki Gergely, Kapácsy Miklós, Keresztény Tamás, Kis-Kovács Luca, Kövesdi László, Kretz Boldizsár, Láng Balázs, Magyar Bálint, Mohácsi Nóra, F. Nagy Eszter, Papp Annamária, Sági Tímea, Seder Gábor, Sörös Miklós, Thuróczy Szabolcs, Törköly Levente, Trencsényi Ádám, Turi Bálint, Vári Attila, Vida Bálint, Vida Péter, Virág Csilla, Wessely-Simonyi Réka |                   |                     |                 |